# Michaił Zujew
Michaił Jewsiejewicz Zujew, ros. Михаил Евсеевич Зуев (ur. ok. 1890, zm. po 1945 r.) – starowierca, przywódca tzw. republiki Zujewa, a następnie oficer 2 Dywizji Piechoty Sił Zbrojnych Komitetu Wyzwolenia Narodów Rosji podczas II wojny światowej.
Mieszkał we wsi Saskorki w rejonie Połocka. Był starowiercą. W latach 1929–1940 trzykrotnie był aresztowany pod zarzutem krytyki kolektywizacji i agitacji religijnej. Jego 2 synów w latach 30. zostało zesłanych na Syberię. Po ataku wojsk niemieckich na ZSRR 22 czerwca 1941 r., zorganizował jesienią tzw. republikę starowierców, nazywaną też republiką Zujewa, obejmującą rodzinną wieś i okoliczne obszary. Był dowódcą oddziałów samoobrony, które broniły starowierców przed sowieckimi partyzantami. Uchronił niezależność swojej republiki za cenę dostarczania niemieckim władzom okupacyjnym zboża i innych produktów rolniczych. W latach 1943–1944 został przez Niemców dwukrotnie odznaczony medalem dla ochotników wschodnich 2 klasy. Ze względu na zbliżającą się Armię Czerwoną zorganizował latem 1944 r. ewakuację ok. 1 tys. swoich ludzi do Prus Wschodnich. W kwietniu 1945 r. wstąpił do nowo formowanej na poligonie Heuberg 2 Dywizji Piechoty Sił Zbrojnych Komitetu Wyzwolenia Narodów Rosji. Otrzymał stopień porucznika. Wkrótce postanowił powrócić w rodzinne strony w celu zorganizowania partyzantki antysowieckiej. Dalsze jego losy są nieznane.